# Lioré et Olivier LeO 20

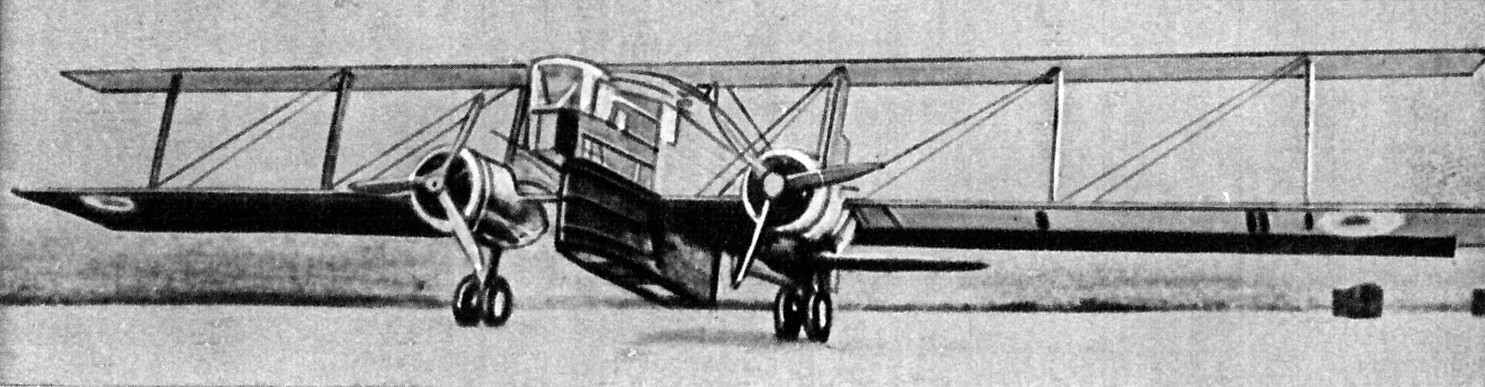
LeO 208

Il Lioré et Olivier LeO 20 fu un bombardiere pesante bimotore biplano sviluppato dall'azienda aeronautica francese Lioré et Olivier negli anni venti.
Adottato inizialmente dall'Aéronautique Militaire, la componente aerea dell'Armée de terre (l'esercito francese), che lo utilizzò come bombardiere pesante diurno e notturno in seguito, a causa del costante miglioramento delle prestazioni dei caccia contemporanei, venne relegato solo a quest'ultimo ruolo, rimanendo operativo, progressivamente sostituito in servizio di prima linea dal più recente Amiot 143, nella neofondata Armée de l'air fino alla soglia dello scoppio della seconda guerra mondiale.

## Storia del progetto
Nel 1926, per ovviare alla necessità di sostituire il parco velivoli basato principalmente sul Farman F.60 Goliath oramai considerato inadeguato, il Service technique de l'aéronautique (STAe) emise una specifica per la fornitura di un nuovo bombardiere pesante.
Alla richiesta rispose la Lioré et Olivier con un progetto derivato dal biposto Lioré et Olivier LeO 122 rimasto allo stadio di prototipo e già scartato dai vertici dell'esercito francese. Come il suo predecessore Lioré et Olivier LeO 12, anch'esso biposto, il nuovo modello era caratterizzato da un'impostazione piuttosto classica per i pari ruolo sviluppati nel periodo, un velivolo che abbinava la fusoliera a sezione rettangolare con impennaggio classico monoderiva ad una velatura biplana che fungeva da supporto ai due motori in configurazione traente. Il  LeO 20, come era stato identificato dall'azienda, inoltre possedeva una struttura interamente metallica ed adottava, come soluzione votata al raggiungimento di una migliore penetrazione aerodinamica, un carrello d'atterraggio "a pantalone" fisso, soluzione ereditata dal LeO 122.
Il prototipo venne portato in volo per la prima volta nel settembre 1926 con ottimi risultati, tanto da conseguire un primato mondiale sulla distanza con 2 t di bombe il 16 di quello stesso mese. I test in volo proseguirono dall'aeroporto di Vélizy-Villacoublay fino all'inizio del 1927 e durante quella fase venne proposto alla commissione esaminatrice dell'Armée de terre riuscendo ad ottenere un iniziale contratto di fornitura per 50 esemplari, sottoscritto alla fine del 1926, al quale ne seguirono altri, l'ultimo dei quali del dicembre 1932, che attestarono la produzione totale in oltre 300 esemplari.
Visto il successo, i vertici dell'azienda decisero di promuovere il modello anche all'estero effettuando dei voli dimostrativi in Europa e nell'America del Sud. Grazie a questi riuscirono a stipulare contratti di fornitura con i governi del Brasile e del Regno di Romania, che portarono all'acquisto rispettivamente dei 2 esemplari giunti in volo in sudamerica e alla firma di un contratto per 7 esemplari nel paese europeo.

## Impiego operativo
I LeO 20 iniziarono ad equipaggiare le 12 squadriglie del 21e e 22e Régiment d'Aviation de Bombardement de Nuit basati rispettivamente a Nancy e a Chartres, per poi essere assegnati anche al 12e Régiment d'Aviation di stanza alla Base aérienne di Reims e al 34e Régiment d'Aviation sulla Base aérienne de Le Bourget.
Oltre a compiti di prima linea, i LeO 20 vennero progressivamente assegnati anche ai reparti di addestramento, tra gli altri alla Ecole pratique d'Aviation d'Avord di Étampes-Mondésir dove si formavano gli equipaggi dei modelli plurimotore. In quel periodo venne inoltre approntata una apposita variante destinata alla formazione dei paracadutisti identificata come LeO 201. Il modello rimase in servizio anche dopo la trasformazione dell'Aéronautique Militaire da componente aerea dell'esercito in Armée de l'air, nel 1934, diventando così una forza armata autonoma.
All'inizio del 1937, nonostante il modello fosse considerato superato per l'epoca data la sua velocità relativamente bassa, erano 224 gli esemplari in servizio in Francia. Alla vigilia dello scoppio della seconda guerra mondiale risultavano operativi ancora 92 LeO 20, principalmente impiegati come aereo da traino alianti o traino bersagli ed in minor numero come aereo da addestramento in alcune scuole di volo in Francia e in nordafrica.
Oltre che in Francia i LeO 20 prestarono servizio nella Força Aérea Brasileira e nella Aeronautica Regală Românã, rispettivamente le aeronautiche militari del Brasile e del Regno di Romania.

## Varianti
LeO 20versione di produzione in serie principale, bombardiere notturno triposto equipaggiato con due motori radiali Gnome-Rhône 9Ady, realizzata in 320 esemplari.
LeO 201ridesignazione delle conversioni dalle cellule LeO 20 destinati all'addestramento paracadutisti.
LeO 203prototipo, variante quadrimotore equipaggiata con i radiali Gnome-Rhône 7Kb, realizzato in un solo esemplare.
LeO H-204prototipo, variante idrovolante a scarponi derivata dal LeO 203 destinata all'Aéronautique navale della Marine nationale, realizzato in un solo esemplare.
LeO 206versione di produzione in serie del LeO 203 caratterizzata da un diverso naso e da un prolungamento ventrale della fusoliera che fungeva da postazione a due mitraglieri supplementari, realizzata in 37 esemplari.
LeO 207variante migliorativa del LeO 206 caratterizzata da un diverso naso e da un più piccolo prolungamento ventrale ed equipaggiata con motori sovralimentali, realizzata in soli tre esemplari.
LeO 208prototipo realizzato nel 1934, ultima evoluzione dell'originale LeO 20 caratterizzato dalla cabina di pilotaggio chiusa ed equipaggiato con una coppia di radiali, Gnome-Rhône 14M o Gnome-Rhône 14Kdrs da 770 CV, e carrello retrattile, realizzato in un solo esemplare.

## Utilizzatori
Brasile
- Força Aérea Brasileira

 Francia
- Aéronautique Militaire (Armée de terre) poi
- Armée de l'air

 Romania
- Aeronautica Regală Românã